# Grattius
Grattius war ein römischer Dichter, der im frühen 1. Jahrhundert n. Chr. ein Lehrgedicht über die Jagd unter dem Titel Cynegetica (in der Forschung als Cyn. abgekürzt) verfasste.
Seine einzige Erwähnung in antiken Quellen findet sich in den Epistulae ex Ponto, den Briefen, die der Dichter Ovid aus dem Exil am Schwarzen Meer verfasste. In den erhaltenen Ovid-Handschriften ist sein Name an dieser Stelle mit „Gratius“ wiedergegeben, was aber wohl historisch nicht die korrekte Schreibweise ist.
Von den Cynegetica des Grattius ist ein längeres Fragment erhalten. Es umfasst 541 Hexameter und stammt vom Beginn des ersten Buchs des Werkes. In seinem einleitenden Proömium (Verse 1–23) stellt Grattius die Bedeutung der Jagd heraus und verknüpft ihre Erfindung mit dem Aufkommen der Kultur. Im weiteren Verlauf des Textes werden die Ausrüstungsgegenstände des Jägers (Verse 24–149), seine Jagdhunde (Verse 150–496) und seine Pferde (Verse 497–541) behandelt. Diese Themen werden in informativer Form präsentiert; allerdings sind zur Auflockerung mehrere Exkurse eingeflochten, die relativ unbekannte antike Mythen (Verse 95–126 zu Dercylos, Verse 213–252 zu Hagnon), die schädlichen Auswirkungen des Luxus (Verse 310–325), eine Grotte am Ätna (Verse 430–460) und ein Opfer an die Jagdgöttin Diana (Verse 480–496) behandeln.
Möglicherweise lässt sich aus einer Passage des Gedichtes erschließen, dass Grattius faliskischer Herkunft war. Da das Werk außerdem auf das Lehrgedicht Georgica des Vergil und auf die Metamorphosen des Ovid Bezug nimmt, lässt sich in Kombination mit der Erwähnung der Cynegetica in Ovids Exilbriefen die Entstehung von Grattius' Lehrgedicht recht präzise auf die Zeit zwischen 1 und 8 n. Chr. eingrenzen. Auf die spätere Literatur hatte Grattius mit seinem Werk keinen erkennbaren größeren Einfluss, allerdings mit Ausnahme mindestens des im späten 3. Jahrhundert schreibenden Dichters Nemesianus, dessen eigenes Werk namens Cynegetica von dem gleichnamigen Œuvre des Grattius beeinflusst ist.

## Ausgaben
- Petrus Johannes Enk: Gratti Cynegeticon quae supersunt. 2 Bände, W.J. Thieme & Cie., Zutphen 1918 (historisch-kritische Ausgabe des Textes mit ausführlichem Kommentar).
- Minor Latin poets. With an English translation by J. Wight Duff and Arnold M. Duff (Loeb Classical Library. Band 284). Harvard University Press, Cambridge (Mass.) 1934, S. 143–205 (Text mit englischer Übersetzung).
- Raoul Verdière: Grattius, Cynegetica. Teilband 1: Texte et traduction. Teilband 2: Commentaire (= Poetae bucolici cynegeticique minores. Band 1–2 / = Roma aeterna. Band 1). Universa, Wetteren 1964 (historisch-kritische Ausgabe des Textes mit französischer Übersetzung und ausführlichem Kommentar).
- Crescenzo Formicola: Il Cynegeticon di Grattio (= Edizioni e saggi universitari di filologia classica. Band 38). Pàtron, Bologna 1988 (historisch-kritische Ausgabe des Textes mit italienischer Übersetzung und ausführlichem Kommentar).
- Antonio Sestili: Grazio Falisco, Il Cinegetico. Trattato sulla caccia. Società Editrice Dante Alighieri, Rom 2011, ISBN 978-88-534-3705-1 (Text mit italienischer Übersetzung und Kommentar).
- Steven J. Green (Hrsg.): Grattius. Hunting an Augustan poet. Oxford University Press, Oxford/New York 2018, ISBN 978-0-19-878901-7, S. 13–57 (Text und englische Übersetzung).